# Kristiane Lichtenfeld
Kristiane Lichtenfeld (* 1944 in Neustettin) ist eine deutsche Slawistin und Übersetzerin. Sie übersetzt Romane und Bühnenstücke aus dem Russischen, dem Polnischen und dem Georgischen ins Deutsche.

## Studium
Lichtenfeld studierte an der Humboldt-Universität zu Berlin Slawistik mit Schwerpunkt Russisch und Polnisch. Sie machte dort 1968 ihren Abschluss und ergänzte ihre Ausbildung mit einem anschließenden Zusatzstudium an der Universität Warschau.

## Übersetzerin
Lichtenfeld arbeitete nach dem Studium als Redakteurin und Lektorin für polnische Literatur und die Nationalliteraturen der UdSSR im Aufbau-Verlag und im Verlag Volk und Welt. Seit 1980 ist sie freischaffende Literaturübersetzerin aus dem Polnischen und Russischen.
Lichtenfeld entdeckte für sich, dass Georgien „das schönste Land in der Sowjetunion“ sei. Sie begann daher ein autodidaktisches Studium des Georgischen und  das  Erkunden des Landes in Tiflis (Georgien). Sie unternahm später weitere Reisen nach Georgien und an die Seidenstraßen Zentralasiens. Durch ihre Übersetzungen entwickelte sie das Bedürfnis nach einer darüber hinaus reichenden Kulturvermittlung.
Lichtenfeld nahm an Übersetzerkongressen in Warschau teil. Auch bei der Ilia-Tschawtschawadse-Konferenz in Tbilissi war sie Teilnehmerin.
1999 erhielt sie den Matschabeli-Übersetzerpreis des Georgischen Schriftstellerverbandes, 2015 den Georgischen Literaturpreis Saba. Dadurch, dass Georgien 2018 Partnerland der Frankfurter Buchmesse wurde, wurden einige der Bücher, die Lichtenfeld in der Vergangenheit übersetzt hatte, neu aufgelegt. Andere hat sie neu übersetzt.
Neben ihren Übersetzungstätigkeiten arbeitet sie auch für den Rundfunk.
Lichtenfeld ist organisiert im Europäischen Übersetzer-Kollegium (EÜK) Straelen. Sie wurde 2007 durch das Übersetzer-Kollegium zu einem Translator in Residence benannt. Die jährlich neu benannten Übersetzer gewähren durch Vorträge Einblick in ihr jeweiliges Spezialgebiet und ihre Arbeitsweise.

## Privates
Lichtenfeld lebt seit 1953 in Berlin.

## Hörspiele
- Kristiane Lichtenfeld: Weltgewinn Hörspiel: zwei Jahrzehnte Internationale Funkdramatik im Rundfunk der DDR. Luisenstädtischer Bildungsverein, Berlin 1993.

## Übersetzungen (Auswahl)

### Aus dem Polnischen
- Ryszard Kłyś: Tötet das schwarze Schaf. Verlag Neues Leben, Berlin 1976, S. 319.
- Jarosław Iwaszkiewicz: Gärten-Träume-Sérénité. Aufbau, Berlin Weimar 1977.
- Tadeusz Konwicki: Chronik der Liebesunfälle. Roman. Aufbau, Berlin Weimar 1978, S. 277. /  Tadeusz Konwicki: Chronik der Liebesunfälle. Roman. Athenäum, Königstein/Taunus 1980, ISBN 3-7610-8076-X, S. 277.
- Jerzy Stefan Stawiński: Aufzeichnungen eines Filmemachers. Volk und Welt, Berlin 1981, S. 186.
- Wojciech Zukrowski: Der schüchterne Bräutigam. Aufbau, Berlin Weimar 1983, S. 106.
- Anna Grazzi: Italienische Novellen. Übersetzung von Jarosław Iwaszkiewicz ins Polnische. Volk und Welt, Berlin 1983, S. 301.
- Witold Zalewski: Die letzte Rast. Volk und Welt, Berlin 1984, S. 220.
- Jarosław Iwaszkiewicz: Mephistowalzer: späte Erzählungen. Aufbau, Berlin Weimar 1992, ISBN 3-351-02157-7, S. 442.
- Waldemar Łysiak: Schach dem Kaiser. Hoffmann und Campe, Hamburg 1995, ISBN 3-455-04661-4, S. 413.
- Józef Ignacy Kraszewski: König August der Starke: ein historischer Roman. LKG, Leipzig 1995, ISBN 3-376-05017-1, S. 317. / Józef Ignacy Kraszewski: König August der Starke: ein historischer Roman. Weltbild, Augsburg 2004, ISBN 3-8289-7506-2, S. 348. / Józef Ignacy Kraszewski: König August der Starke: ein historischer Roman. Aufbau, Berlin 2012, ISBN 978-3-7466-2779-3, S. 367.
- Józef Ignacy Kraszewski: Der Gouverneur von Warschau. Historischer Roman. Aufbau, Berlin 2003, ISBN 3-7466-1311-6, S. 573 (Erstausgabe:  1999).

### Aus dem Russischen
- Samuil Aljoschin: Damals in Sevilla. 1973.
- Abisch Kekilbajew: Der Steppenbrunnen. Historische Novellen. Volk und Welt, Berlin 1982, S. 334.
- Anar: Der Lift fährt vorbei. Roman. Volk und Welt, Berlin 1982, S. 242.
- Abisch Kekilbajew: Das Minarett oder Das Ende einer Legende. Volk und Welt, Berlin 1983, S. 369 (Erstausgabe:  1981). / Abisch Kekilbajew: Das Minarett oder Das Ende einer Legende. Önel, Köln 2006, ISBN 3-933348-95-1, S. 332.
- Andrej Bitov: Die Rolle. Roman. Volk und Welt, Berlin 1983, S. 250 (Erstausgabe:  1980).
- Pjotr Krasnow: Unruhe: Erzählungen. Volk und Welt, Berlin 1985, S. 128.
- Abisch Kekilbajew: Märzschnee: Erzählungen. Volk und Welt, Berlin 1987, ISBN 3-353-00144-1, S. 423.
- Nikolai Leonow: Die Falle. Volk und Welt, Berlin 1987, ISBN 3-353-00085-2, S. 226 (Erstausgabe:  1985).
- Nikolai Leonow: Gefährliche Zeugen: Kriminalroman. Volk und Welt, Berlin 1990, ISBN 3-353-00608-7, S. 264.
- Elena Topilskaja: Denn kalt ist der Tod. Goldmann, München 2006, ISBN 3-442-45933-8, S. 255.
- Elena Topilskaja: Wer die Stille stört. Goldmann, München 2007, ISBN 978-3-442-45932-2, S. 318.
- Juri Rytche͏̈u: Gold der Tundra. Unionsverlag, Zürich 2008, ISBN 978-3-293-20429-4, S. 311 (Erstausgabe:  2006).
- Herold Belger: Das Haus des Heimatlosen. Schiler, Berlin 2010, ISBN 978-3-89930-261-5, S. 420.

### Aus dem Georgischen
- Micheïl Dshawachischwili: Das fürstliche Leben des Kwatschi K.: ein Gaunerroman. Volk und Welt, Berlin 1986, ISBN 3-353-00009-7, S. 511. / Micheïl Dshawachischwili: Das fürstliche Leben des Kwatschi K.: ein Gaunerroman. Scherz, Bern München Wien 1991, ISBN 3-502-10158-2, S. 382. / Micheïl Dshawachischwili: Das fürstliche Leben des Kwatschi K.: ein Gaunerroman. Nora, Berlin 2016, ISBN 978-3-86557-407-7, S. 472. Otar Tschiladse: Das eiserne Theater. Volk und Welt, Berlin 1988, ISBN 3-353-00312-6, S. 514.
- Galaktion Tabidse: Gedichte. Hrsg.: Orplid & Co., Gesellschaft zur Pflege und Förderung der Poesie. Unabhängige Verl.-Buchh. Ackerstrasse, Berlin 1991, ISBN 3-86172-025-6, S. 48.
- Ilia Tschawtschawadse: Die vertauschte Braut. LKG, Leipzig 1995, ISBN 3-376-05020-1, S. 124.
- Otar Tschiladse: Awelum. Matthes & Seitz, Berlin 2018, ISBN 978-3-95757-637-8, S. 602 (Erstausgabe:  1998).
- Iosseb Grischachwili: Niemals hat der Dichter eine Schönere erblickt ... über die alte Stadt Tbilissi, Metropole Georgiens, mit ihren Festen, Bädern, Bräuten und Aschugenliedern. Nora, Berlin 2007, ISBN 978-3-86557-119-9, S. 199.
- Otar Tschiladse: Der Garten der Dariatschangi. Matthes & Seitz, Berlin 2014, ISBN 978-3-88221-030-9, S. 636.[7]
- Tschabua Amiredschibi: Data Tutaschchia : Der edle Räuber vom Kaukasus. Alfred Kröner, Stuttgart 2018, ISBN 978-3-520-61091-1, S. 696.
- Micheil Dschawachischwili: Das Samtkleid. Arco, Wuppertal, Wien 2018, ISBN 978-3-938375-93-8, S. 247.
- Otar Tschiladse: Der Korb. Matthes & Seitz, Berlin 2018, ISBN 978-3-95757-531-9, S. 459.
- Ilia Tschawtschawadse: Erzählungen aus Georgien. Reichert, Wiesbaden 2018, ISBN 978-3-95490-323-8, S. 233.

## Auszeichnungen
- 1999 Matschabeli-Übersetzerpreis des Georgischen Schriftstellerverbandes
- 2015 Georgischer Literaturpreis Saba für die Übersetzung von Otar Tschiladses Roman »Der Garten der Dariatschangi«[3]